# 豊府村
豊府村（ほうふむら）は、大分県大分郡にあった村。現在の大分市の一部にあたる。

## 地理
大分川の流域に位置していた。

## 歴史
- 1889年（明治22年）4月1日、町村制の施行により、大分郡古国府村、上野村、羽屋村、豊饒村が合併して村制施行し、豊府村が発足[1][2]。旧村名を継承した古国府、上野、羽屋、豊饒の4大字を編成[2]。
- 1893年（明治26年）10月14日、大洪水（明治26年の台風）で大きな被害を受けた[2]。
- 1907年（明治40年）4月1日、大分郡大分町、西大分町、荏隈村と合併し大分町が存続して廃止された[1][2]。

### 地名の由来
豊後国府の所在地に由来。

## 産業
- 農業